# Ragnar Brandhild
Karl Ragnar Brandhild, född 12 juni 1903, död 5 augusti 1963 i Lerma, Spanien, var en svensk fotograf, ateljéchef, inspicient och filmproducent.
Brandhild omkom i en bilolycka i Spanien, i staden Lerma på landsvägen mellan Madrid och Irun.

## Filmografi som produktionsledare
- 1949 – Lattjo med Boccaccio
- 1950 – Stjärnsmäll i Frukostklubben
- 1951 – Poker
- 1952 – Spöke på semester